# 월항초등학교 지방분교
월항초등학교 지방분교는 대한민국 경상북도 성주군 월항면 지방리에 있는 공립 초등학교이다.

## 학교 연혁
- 1935.06.10 월항공립보통학교 부설 지방간이학교 개교(설립인가 5월 28일)
- 1943.04.01 지방공립국민학교로 승격
- 1950.06.01 지방국민학교로 개칭
- 1949.07.20 6년제 1회 졸업
- 1985.03.05 병설유치원 개원
- 1996.03.01 지방초등학교로 명칭변경
- 2015.02.13 제75회 졸업식(3,669명 졸업)
- 2015.03.01 초등 4학급(특수학급 포함), 유치원 1학급 편성
- 2016.03.01 월항초등학교 지방분교로 개편